# 딥 엔드 (1970년 영화)
딥 엔드(Deep End)는 독일(구 서독)에서 제작된 제르지 스콜리모우스키 감독의 1970년 코미디, 드라마, 멜로/로맨스 영화이다. 제인 아셔 등이 주연으로 출연하였다.
이 영화는 1970년 9월 1일 베니스 영화제에서 초연되었다. 컬트 고전으로 간주되는 딥 엔드(Deep End)는 권리 문제로 인해 수년 동안 개봉되지 않았다. 2011년에는 영국영화연구소의 협력으로 디지털 복원되어 극장과 홈미디어를 통해 개봉됐다.

## 줄거리
15세 학교 중퇴생 마이크는 런던 동쪽의 공중 목욕탕에서 일하게 된다. 그는 10살 연상의 동료 수잔에게 훈련을 받는데, 수잔은 마이크를 비롯한 남자들의 감정을 가지고 노는 듯한 태도를 보인다. 때로는 다정하고 때로는 차가운 수잔에게 마이크는 점점 빠져들고, 수잔은 부유한 약혼자 크리스가 있음에도 마이크의 전 체육교사와 바람을 피우기도 한다.
수잔에게 완전히 매료된 마이크는 그녀의 데이트를 방해하려 하고, 성인 영화관에서 수잔의 가슴을 만지는 등 과감한 행동을 한다. 마이크는 친구들의 놀림과 수잔의 비웃음에도 불구하고 다른 여성에게는 눈길조차 주지 않고 수잔만을 쫓는다. 수잔의 남자친구들의 분노와 경찰의 추격, 그리고 직장 상사의 눈총에도 불구하고 그는 수잔에 대한 집착을 멈추지 않는다.
어느 날, 마이크는 길거리에서 수잔과 닮은 스트리퍼 광고 사진을 훔친다. 지하철에서 수잔에게 그 사진을 보여주며 그녀인지 추궁하다가, 수잔이 장난스럽게 부인하자 격렬한 분노를 표출한다. 이후 그는 목욕탕에 몰래 들어가 나체로 사진과 함께 수영을 즐긴다.
다음 날, 마이크는 체육교사가 진행하는 달리기 시합을 방해하고 수잔의 차 타이어를 펑크낸다. 화가 난 수잔은 마이크를 때리고, 그 과정에서 약혼반지의 다이아몬드가 빠진다. 마이크는 수잔과 함께 다이아몬드를 찾기 위해 눈을 모아 녹이지만, 결국 마이크가 다이아몬드를 찾아 혀 위에 숨긴다. 그는 수잔에게 다이아몬드를 돌려주는 조건으로 옷을 벗으라고 요구하고, 수잔은 그의 요구에 따르지만 마지막 순간 망설인다. 결국 둘은 함께 수영장 바닥에 눕고 성적인 접촉을 하지만, 마이크의 성기능은 불분명하게 묘사된다.
수잔은 크리스에게서 전화가 오자 서둘러 옷을 입고 떠나려 한다. 마이크는 수잔을 붙잡으려 하고, 그 사이 목욕탕 관리인이 물을 채우기 시작한다. 물이 차오르는 수영장 안에서 마이크는 수잔을 쫓아다니다가 천장의 조명을 휘둘러 그녀를 다치게 한다. 충격을 받은 수잔은 물속으로 쓰러지고 조명에 달린 페인트 통이 물에 떨어져 수영장은 붉게 물든다. 마이크는 물 속에서 수잔을 껴안고, 살아있는 전선이 물속에 잠긴 채로 이야기는 끝이 난다.

## 출연

### 주연
- 제인 아셔
- 존 모더-브라운

### 조연
- 칼 마이클 보글러
- 크리스토퍼 샌포드
- 다이아나 도스
- 루이스 마티니
- 에리카 비어
- 쉐릴 홀

## 제작진
- 미술: 안소니 프랫